# José S. Isbert
José Spitzer-Ysbert, de nombre artístico José S. Isbert (León, 6 de diciembre de 1953), es un escritor, productor, guionista, dramaturgo, crítico de cine, y actor español.

## Biografía
Cursó estudios de Derecho en la Universidad Complutense de Madrid y de Turismo en el ministerio del mismo nombre. También, es hombre de negocios, empresario de turismo en la Costa Azul y viticultor en Tarazona de la Mancha.
Es miembro de la Société des Gens de lettres de France (SGDLF), de la Société Civile des Auteurs Multimédia (SCAM), de la Sociedad General de Autores y Editores de España (SGAE) y miembro de número en la Academia de las Ciencias y las Artes de Televisión (ACAT). En noviembre de 1990 recibió l'Etoile du Bien et du Mérite, categoría de bronce. En octubre de 2016 ha sido nombrado Consejero de Número del real Instituto de Estudios Históricos Políticos de Ciencias y Artes Alfonso XIII recibiendo la Medalla Académica. Es titular de la Orden Militar de Calatrava.
José S. Isbert pertenece a una familia de artistas españoles, nieto de uno de los grandes mitos del cine, el entrañable actor Pepe Isbert, hijo de la recordada y admirable actriz María Isbert, y hermano de los actores Tony Isbert y Carlos Ysbert (entre otras, la inconfundible voz de «Homer Simpson»).
Nacido en España, a finales de 1953. Su familia se traslada enseguida a Madrid, donde cursa sus estudios (Colegio del Sagrado Corazón, Calasancios y Universidad Complutense).
Desde muy joven su madre y su abuelo le sumergen, junto a sus seis hermanos, en el Mundo del Arte. A los seis años hace su primera aparición en pantalla junto a Tony y Andrés en la película Un rayo de luz, con Marisol.
Empieza a viajar desde la adolescencia, descubriendo Francia y la ciudad de Cannes, en la que dejaría sus maletas más tarde.
Adolescente, aparece en la pequeña pantalla con papeles inolvidables de los grandes clásicos de la literatura. Descubre la escena de la mano de Ana Mariscal, siguiendo con una gira por España junto a su madre en una divertida comedia.
Llegó a Cannes a los veintidós años con una maleta y un juego de cacerolas. Puso un puesto de churros en la calle para salir adelante. Ya instalado en la Costa Azul se dedica al mundo del turismo, subiendo escalones muy joven. A los veinticuatro años acepta su primer puesto de director general. Al año siguiente se incorpora al grupo Meliá con el cargo de Director Regional en el Sur de Francia, representando a grandes navieras y compañías aéreas (Trasmediterránea, Lacsa, Lan Chile y Limadet Ferry).
A los treinta y uno funda su primera empresa, RESHOTEL SPITZER Enterprises que todavía perdura. En el ámbito turístico, viticultor, inmobiliario y literario, también dejaría su impronta a lo largo de los años.

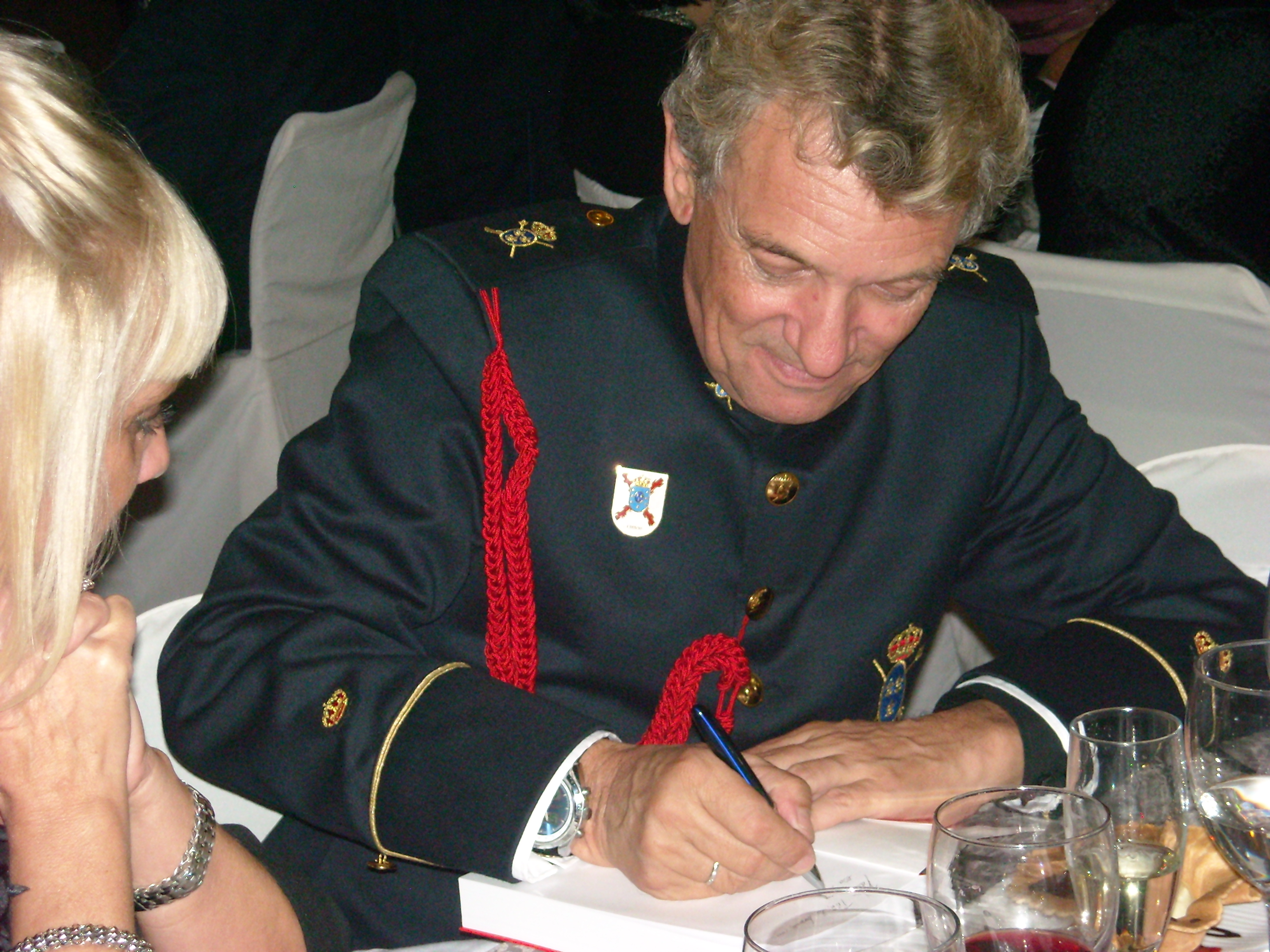
Foto del 18 de octubre de 2009.

Tras una larga ausencia de la pantalla, regresa a finales del 2010 interpretando al abuelo Santiago, en el cortometraje Joker. Decidido a no pararse, el 2011 lo encuentra lleno de proyectos artísticos. En mayo aparece en El Cura y el Veneno, interpretando al Padre Serafín. En septiembre vuelve a Palma de Mallorca junto a un gran elenco en La Vengancita, piloto de la serie televisiva Historias Memorables interpretando a Carlos, un padre jovial, que intentará ayudar a su hija en la difícil tarea de olvidarse de su novio infiel.
A fines de septiembre viaja a Castilla y León para unirse al elenco de Guardianes del Temple, dónde no sólo es coguionista de la serie de televisión, sino que, además, interpreta a un oscuro e intrigante Cardenal. Y desde entonces no ha parado. A finales de mayo y primeros días de junio de 2012 interpreta cinco papeles complejos y diferentes entre sí, en las series de televisión: El Comité de Sabios; Entrevistas Imposibles; Entrevista Imposible a Doña Juana la Loca; Entrevista Imposible a Tarzán de los Monos y en Noticias locas por dos locos.
Como crítico de cine, escribe para Radio Televisión Castilla y León (RTVCYL.es) y el Mundo Noticias desde 2011.

## Obras
Ha publicado en francés las novelas Odyseus: le choc des temps (Editorial Santa María, 1984). La symphonie écarlate (Editorial Santa María, 1990). Le trésor de Mastabah (Editorial Santa María, 1994). Y en español El secreto de la montaña esmeralda (Editorial EDAF, 2003). Lucecita, un cuento singular (Editorial Fundación Lumière Editores, 2005). Historias memorables (Editorial Un Rayo de Luz, 2009). El secreto del pergamino perdido (Editorial Un Rayo de Luz, 2009). Jack, un ectoplasma en mi cerebelo (Editorial Ediciones Carena, S.L. 2012). El maravilloso viaje de Sila hasta el Fin del Mundo (Editorial Camelot 2016). El Patatús, o las memorias de un difunto escritas de su puño y letra (Editorial Camelot 2016/2017) ANIMA MORTIS (Editorial Amazón 2019)
Ha escrito las siguientes obras en español Cosas de locos (Comedia, 2004). Los ajos de San Agapito (Comedia, 2005). Diálogo de carmelitos (Comedia, 2006). El misterio de la caverna de hielo (Cuento infantil, 2008). El fantasma de la catedral (Novela juvenil, 2009). El último vuelo del pelícano (Cuento infantil, 2009).
Como guionista se destacan las siguientes obras. Para cine La gallina asesina (Comedia, 2005). Para televisión, los siguientes cortometrajes cómicos Un bocata para el muerto (2004); Bocata y fuga (2005); La venganza del muerto (2005). Y las Series Guardianes del Temple (2011); Historias Memorables: La Vengancita (2011); Interviú con… (2011); Terminal 4 ½ (2011).

## Carrera como actor

### Década de 1970
S. Isbert comenzó a actuar en televisión como protagonista en el programa Rinconete y Cortadillo (de Miguel de Cervantes. Dirigido por Miguel Picazo, 1970).
En 1971 sube al escenario para protagonizar junto con Ana Mariscal en Oscuro y lejano paraíso (de William Inge. Dirigida por Ana Mariscal, 1971); Y un año después en La encantadora familia Bliss (de Noel Coward. Dirigida por Ángel García-Moreno, 1972).
A partir de 1972 vuelve a trabajar en televisión como protagonista hasta 1975, en los siguientes programas: La gaviota (de Antón Chéjov. Dirigida por Manuel Collado, 1972); El niño espía (de Alphonse Daudet, 1972); La gorra (de Jesús Ordax. Dirigida por Jesús Ordax, 1975).

### Década de 2010
En diciembre de 2010 retoma la interpretación, esta vez, para la pantalla grande en el papel del abuelo Santiago, un fantasma conspirador que se materializa para salvar al nieto de las trampas maquiavélicas de su mujer Sonia. En el cortometraje Joker (de y dirigida por Alejandro Valencia Valenzuela, 2010).
Durante la primavera de 2011 en las Islas Baleares, interpreta a un sacerdote, el Padre Serafín, en el largometraje El Cura y el Veneno película española de 2011 dirigida por Antoni Caimari Caldés, basada en la novela de Innuck Roda y guionizada por David Bombai.
En las primeras semanas de septiembre José S. Isbert se presenta bajo la piel de Carlos, un divertido escritor a punto de parir su gran obra, y padre de la protagonista en La Vengancita. Piloto de la serie televisiva Historias memorables, cuya obra es de su autoría, dirigida por Álex Ferrer, en 2011, basada en la novela del mismo nombre.
Durante los últimos días de septiembre y primera semana de octubre vuelve a tomar los hábitos, esta vez encarnando a un misterioso Cardenal, cómplice de un gran secreto en el capítulo 1 de la serie Guardianes del Temple (Guionizada por José S. Isbert en colaboración con Pedro Martínez y Marcos Moreno, 2011).
En 2012, a finales de mayo, primeros días de junio, José S. Isbert de nuevo ante las cámaras de televisión, interpretando a cinco personajes distintos bajo la batuta de Álex Ferrer: Sabio pícaro y desvergonzado en El Comité de Sabios (preludio); Profesor Agapito en la serie Entrevistas Imposibles; Leónidas en Entrevista Imposible a Tarzán de los Monos; Quasimodo en Entrevista Imposible a Doña Juana la Loca, junto a su hermano Tony. Periodista chiflado junto a su cómplice Ramón Tejela, en el Piloto de la serie Noticias locas por dos locos.
En noviembre de 2013 rueda de la mano de Antoni Caimari Caldés en Palma de Mallorca la película THE MARIONETTE, interpretando el papel de Fernando, un psiquiatra poco claro. Su hermano Tony también interviene en esa cinta, lo que ha dado lugar a varias escenas memorables entre los dos actores.

## Filmografía
- Joker (2010)
- El cura y el veneno (2011)
- Guardianes del Temple (2011)
- La Vengancita (2012)
- Comité de Sabios (2012)
- Entrevista Imposible a Doña Juana la Loca (2012)
- Entrevista Imposible a Tarzán de los Monos (2012)
- Noticias locas por dos locos (2012)
- The Marionette (2013)